# Ava's Possessions
Ava's Possessions è una commedia dell'orrore del 2015 diretta da Jordan Galland.

## Trama
Finalmente esorcizzata dopo 28 giorni di possessione demoniaca, Ava si ritrova senza amici, senza lavoro e con la concreta prospettiva di finire in carcere. La famiglia la convince così ad accettare un programma di riabilitazione, al posto della galera, in un centro per ex-posseduti. Sospettando di aver commesso un omicidio mentre era nelle grinfie del demone, Ava comincia ad indagare e si convince di aver davvero ucciso un uomo. Viene in contatto con Ben, il figlio della vittima, e se ne innamora. Intanto, come prevede il programma di riabilitazione, Ava è costretta a evocare nuovamente il demone che l'ha posseduta, per dimostrare di essere capace di resistergli.